# Blake Foster
Blake Anthony Foster (ur. 29 maja 1985 w Northridge w Kalifornii) – amerykański aktor filmowy i telewizyjny, zawodnik sztuk walki. Najbardziej znany jest z roli Justina Stewarta w serialach Power Rangers Turbo i Power Rangers w kosmosie.

## Filmografia
- 1993: Beverly Hills, 90210 jako Kevin (gościnnie)
- 1993: Rycerz uliczny (niewymieniony w czołówce)
- 1994: Album rodzinny (Family Album, TV) jako młody Lionel (niewymieniony w czołówce)
- 1995: Poza podejrzeniem (Above Suspicion, TV) jako Damon Cain
- 1996: Chłopiec poznaje świat jako Danny (gościnnie)
- 1997: Power Rangers Turbo jako Justin Stewart (główny)
- 1997: Turbo: A Power Rangers Movie jako Justin Stewart (główny)
- 1998: Power Rangers w kosmosie jako Justin Stewart (gościnnie)
- 1998: Kacper i Wendy jako Josh Jackman (główny)
- 1998: Dzielny pies Rusty jako Jory (główny)
- 1998: Strażnik Teksasu jako Joey Williams (gościnnie)
- 1999: Bliźniaczki jako Carter (gościnnie)
- 2001: Świat dziecka jako Ryan Mitchell (główny)
- 2002: Rodzinka w Białym Domu jako Peter Brady (główny)
- 2004: Power Rangers Dino Grzmot jako Justin Stewart (materiały archiwalne)
- 2006: Skater Boys jako Mike (gościnnie)
- 2007: What's Stevie Thinking? jako Mark Lanalampi (gościnnie)
- 2008: Drifter TKD jako Jesse Tyler (główny)
- 2008: Thunderkick jako niebieski wojownik (główny)
- 2015: A Life Untitled jako Jimmy’s Boss (V.O.)
- 2017: The Order jako Mason (główny)